# 古今大战秦俑情 (电视剧)
《古今大戰秦俑情》，根据作家李碧华小说而改编，于2011年中国大陆上映的电视连续剧，由陳嘉上導演，杜淳、安以軒、羅嘉良等主演。

## 播放平台
| 頻道        | 國家/地區 | 播放日期      | 播出時間                                               |
| ----------- | --------- | ------------- | ------------------------------------------------------ |
| CCTV-1      | 中国大陆  | 2011年1月4日  | 每晚20:00~22:00                                        |
| 中視        | 臺灣      | 2011年4月19日 | 每週一至週五20:00~22:00                                |
| 新传媒8频道 | 新加坡    | 2014年3月3日  | 每逢星期一至五，11PM-12AM                              |
| 第7頻道     | 泰國      | 2015年2月2日  | 每週一-週四下午2時25分 (เรื่องย่อ เทียนฟง ตำนานรัก 3,000 ปี) |

## 故事情节

### 剧情概要
秦俑博物馆里一尊秦俑突然自行移动并消失，一时间掀起各方追查。众人找到的却是一个兩千多年前的爱情故事：秦始皇为求长生不老，派徐福东渡求仙，童女韩冬儿爱上郎中令蒙天放，违背始皇，被双双赐死。刑前，韩冬儿将徐福炼就的一颗长生不老金丹送入蒙天放口中，纵身火海。而蒙天放亦被铸成秦俑千秋万世守陵。这一切被记录在竹简上，直到民国时被江洋大盗白云飞挖出。自称徐福后代的日本人羽田为寻找服了长生不老金丹的活人俑，支持白云飞以拍电影为名，在西安秘密寻找始皇陵。而小演员朱莉莉和蓝天在冥冥之中坠入始皇陵的墓道，穿越并重新演绎了兩千多年前的爱情悲剧。时至当代，竹简再次出现在江湖，前辈的命运纠葛引发了后代的恩怨情仇。最终，后辈们破解了活俑的谜团，保卫了始皇陵，并寻找到了爱情的永恒。
第一世——公元前212年，秦朝咸阳。天上流星陨落，击毁秦始皇的制俑现场。秦始皇来此视察，邂逅来此捡流星殒石的冬儿，被冬儿的聪明可爱深深吸引。刺客袭击秦始皇，蒙天放及时出现。冬儿却被误认为刺客。一段皇帝、将军与民女的三角恋情，最终以冬儿蹈火自焚、蒙天放变成活人俑守卫皇陵而告终，成为记录在秦朝竹简上的一段传奇……　第二世——民国乱世情。阴差阳错，为拍一部电影让这些缘分未了的人们又汇合到了一起，并重聚皇陵。兵马俑蒙天放大闹街市，激发了各自探寻历史真相的欲望，却不知道无意中寻找到了自己上一世的情缘……
第三世——公元2012年，西安。手机、笔记本电脑、互联网络……通过现代高科技手段，兵马俑的考古发现有了重大突破，活人俑却再现江湖。开启皇陵的钥匙，最终却成为一段穿越了2000多年的爱情得到圆满结局的最终见证。

## 演員表
第一世［秦朝］
| 演員   | 角色                 |
| 杜淳   | 蒙天放/配音：彭堯    |
| 安以軒 | 韓冬兒 /配音：閻萌萌 |
| 羅嘉良 | 秦始皇               |
| 方安娜 | 妹姜                 |

第二世［民初］
| 演員   | 角色   |
| 杜淳   | 藍天   |
| 安以軒 | 朱莉莉 |
| 羅嘉良 | 白雲飛 |
| 方安娜 | 阮夢鈴 |

第三世［現代］
| 演員   | 角色               |
| 杜淳   | 飾 羅開平          |
| 安以軒 | 飾 徐小靖          |
| 趙陽   | 秦兆風             |
| 方安娜 | 羽田安妮           |
| 由立平 | 羽田武藏、羽田重光 |
| 安鈞璨 | 陳武、徐真         |
| 寧曉志 | 趙高               |
| 顧寶明 | 徐福               |
| 劉彥君 | 丁琳               |
| 劉然   | 秋玲               |
| 徐華   | 小魚               |

## 制作人员
- 出品人：
- 总监制：
- 总策划：
- 监制
- 策划：
- 执行监制：
- 制作人：
- 编剧：
- 化妆：
- 服装：
- 造型：
- 美术：
- 摄影：
- 照明：
- 作曲：
- 剪辑指导：
- 剪辑：
- 制片主任：
- 总制片人：
- 总制作人：
- 制片人：
- 责任制片人/责任编辑：
- 导演：
- 文学总监：
- 艺术总监：
- 电视剧发行许可证编号：（浙）剧审字（2010）第032号
- 后期制作：
- 国内发行：浙江影视（集团）公司
- 海外发行：浙江华策影视有限公司，中国国际电视总公司
- 协拍单位
  - 杭州文化广播电视集团
  - 安徽电视台
  - 浙江电视台
  - 湖南广播电视台
- 联合出品单位
  - 浙江影视集团
  - 广东电视台
  - 中国国际电视总公司
  - 北京时代东华文化传播有限公司
  - 浙江华策影视股份有限公司
- 电视剧拍摄制作许可证编号为：乙第11301号

## 中視收視率
| 播映日期               | 週數     | 平均收視率 | 排名 | 集數  | 備註                       |
| ---------------------- | -------- | ---------- | ---- | ----- | -------------------------- |
| 2011年4月19日－4月22日 | 1        | 1.17       | 3    | 01-04 |                            |
| 2011年4月25日－4月29日 | 2        | 1.13       | 4    | 05-09 |                            |
| 2011年5月2日－5月6日   | 3        | 1.08       | 4    | 10-14 |                            |
| 2011年5月9日－5月13日  | 4        | 1.19       | 4    | 15-19 |                            |
| 2011年5月16日─5月17日  | 5        | 1.46       | 3    | 20-21 | 05月17日完結篇，播出40分鐘 |
| 平均收視               | 平均收視 | 1.21       | -    | -     | -                          |

- 同時段節目：
  - 大愛《戀戀情深》
- 由AGB尼爾森調查，調查範圍是四歲以上收看電視之觀眾。
資料來源：中時娛樂、凱絡媒體週報